# 아이팟 터치 (3세대)
아이팟 터치(iPod Touch)는 애플이 설계하고 판매하는 멀티터치 모바일 기기이다. 2009년 9월 9일 애플의 미디어 행사에서 공개되었다. 2012년 5월 7일 출시된 iOS 5.1.1과 (공식적으로) 호환된다.

## 역사
3세대 아이팟 터치는 처음에 32GB와 64GB 모델에서만 판매되었다. 일부 리셀러는 나중에 8GB 아이팟 터치 (2세대)를 아이팟 터치 (3세대)로 판매했지만, 이는 Apple에 의해 수행되거나 묵인되지 않았다. 8GB 아이팟 터치(3세대) 모델은 iOS 4.2.1까지만 지원되었는데, 이는 아이팟 터치(2세대)가 지원을 잃었을 때였다.

### 소프트웨어
iOS 4를 완전히 지원하지만 iOS 5에 대한 지원이 제한적이고 시리도 지원을 받지 못했다.